# Braux (Aube)
Braux település Franciaországban, Aube megyében. Lakosainak száma 113 fő (2022. január 1.). Braux Aulnay, Balignicourt, Bétignicourt, Chalette-sur-Voire, Donnement, Pars-lès-Chavanges, Rosnay-l’Hôpital és Yèvres-le-Petit községekkel határos.

## Népesség
A település népessége az elmúlt években az alábbi módon változott:
| Lakosok száma | 160  | 124  | 121  | 110  | 107  | 100  | 108  | 112  | 112  | 113  |
|               | 1968 | 1982 | 1999 | 2006 | 2011 | 2015 | 2017 | 2018 | 2020 | 2022 |